# Дзинно, Такуя
Такуя Дзинно (род. 1 июня 1970, Сайтама) — японский футболист, играл на позиции нападающего.

## Карьера
Дзинно учился и начинал играть в средней школе Сютоку. После окончания учёбы в 1989 году он подписал контракт с клубом Японской Футбольной лиги, «Ниссан Моторс». После создания J-Лиги в 1993 году «Ниссан Моторс» был преобразован в «Иокогама Ф. Маринос», где продолжил играть Дзинно.
В 1996 году он перешёл в клуб Японской Футбольной лиги, «Виссел Кобе» и помог ему повыситься в J-Лигу. В 1999 году он был продан в клуб Второго дивизиона J-Лиги, «Оита Тринита», с которым стал лучшим бомбардиром сезона в лиге. Сезон 2000 года он провёл в «Токио». В сезоне 2001 года он ненадолго вернулся в «Оиту», а затем перешёл в «Иокогаму», где и завершил карьеру в 2003 году.
Он был в заявке сборной Японии, которая выиграла Кубок Азии по футболу 1992, но так и не сыграл за команду.
После окончания карьеры он остался в «Иокогаме» и работал в области развития клуба до 2009 года. В дальнейшем он работал в «Гайнарэ Тоттори» (2011), «Ависпа Фукуока» (2012—2014) и «Нагано Парсейро» (2015—2016). В июне 2017 года он подписал контракт с клубом женского чемпионата Японии «Нипацу Иокогама Сигалс», впервые став главным тренером.
В мае 2024 года он стал тренером клуба третьего дивизиона «Ивате Грулла Мориока». Он не смог улучшить положение клуба в лиге, проиграв восемь из 11 игр чемпионата. Поскольку команда оказалась в нижней части турнирной таблицы, Дзинно был уволен в сентябре 2024 года.

## Достижения
Клубные
- Кубок обладателей кубков Азии: 1992
- Японская Футбольная лига/J-Лига: 1990, 1995
- Кубок Императора: 1989, 1991, 1992
- Кубок Японской Лиги: 1989, 1990

Сборная
- Кубок Азии: 1992

Личные
- Лучший бомбардир Второго дивизиона J-Лиги: 1999